# Дорухув (гміна)
Гміна Дорухув (пол. Gmina Doruchów) — сільська гміна у північно-західній Польщі. Належить до Остшешовського повіту Великопольського воєводства.
Станом на 31 грудня 2011 у гміні проживало 5250 осіб.

## Територія
Згідно з даними за 2007 рік площа гміни становила 99.33 км², у тому числі:
- орні землі: 63.00%
- ліси: 29.00%

Таким чином, площа гміни становить 12.86% площі повіту.

## Населення
Станом на 31 грудня 2011:
| Опис     | Загалом | Загалом | Чоловіки | Чоловіки | Жінки | Жінки |
| -------- | ------- | ------- | -------- | -------- | ----- | ----- |
| одиниця  | осіб    | %       | осіб     | %        | осіб  | %     |
| все      | 5250    | 100     | 2659     | 50.65    | 2591  | 49.35 |
| міське   | 0       | 100     | 0        |          | 0     |       |
| сільське | 5250    | 100     | 2659     | 50.65    | 2591  | 49.35 |

## Сусідні гміни
Гміна Дорухув межує з такими гмінами: Верушув, Ґалевіце, Ґрабув-над-Просною, Кемпно, Остшешув.